# Ronald Riley
Ronald Riley, född den 14 september 1947, är en australisk landhockeyspelare.
Han tog OS-silver i herrarnas landhockeyturnering i samband med de olympiska landhockeytävlingarna 1968 i Mexiko City.
Därefter tog Riley OS-silver i herrarnas landhockeyturnering  i samband med de olympiska landhockeytävlingarna 1976 i Montréal.